# Назик (озеро)
Назик (тур. Nazik Gölü, арм. Նազիկ լիճ) — пресноводное озеро, расположенное на Армянском нагорье в восточной части современной Турции у северных предгорий вулкана Немрут-Даг. Озеро расположено на высоте 1876 метров над уровнем моря, имеет общую площадь 44,5 км², наибольшая глубина озера около 50 метров. Воды озера интенсивно используются для орошения близлежащих сельскохозяйственных угодий.
До начала XX века вследствие редкого феномена озеро Назик отдавало свои воды как в бассейн озера Ван, так и в бассейн реки Мурат, однако впоследствии в результате строительства дорог и гидротехнических мелиоративных сооружений сток вод в притоки Мурата прекратился.